# 基納德 (佛羅里達州)
基納德（英語：Kinard）是位於美國佛羅里達州卡爾霍恩縣的一個非建制地區。該地的面積和人口皆未知。

## 地理
基納德的座標為30°16′51″N 85°15′50″W / 30.28083°N 85.26389°W，而該地的平均海拔高度為24米（即79英尺）。